# Kloster Tre Fontane
Das Kloster Tre Fontane (lat. Abbatia Sanctorum Vincentii et Anastasii ad Aquas Salvias, auch: Abbatia Beatae Mariae de Tribus Fontibus) ist eine Zisterzienserabtei (seit 1868 der strengeren Observanz) in Rom. Es liegt in der Via Acque Salvie in einem von der Via Laurentina durchschnittenen Tälchen außerhalb der Mauern nicht weit vom Stadtteil EUR, dem ursprünglich für die geplante Weltausstellung Esposizione Universale di Roma 1942 vorgesehenen modernen Verwaltungszentrum Roms.

## Geschichte

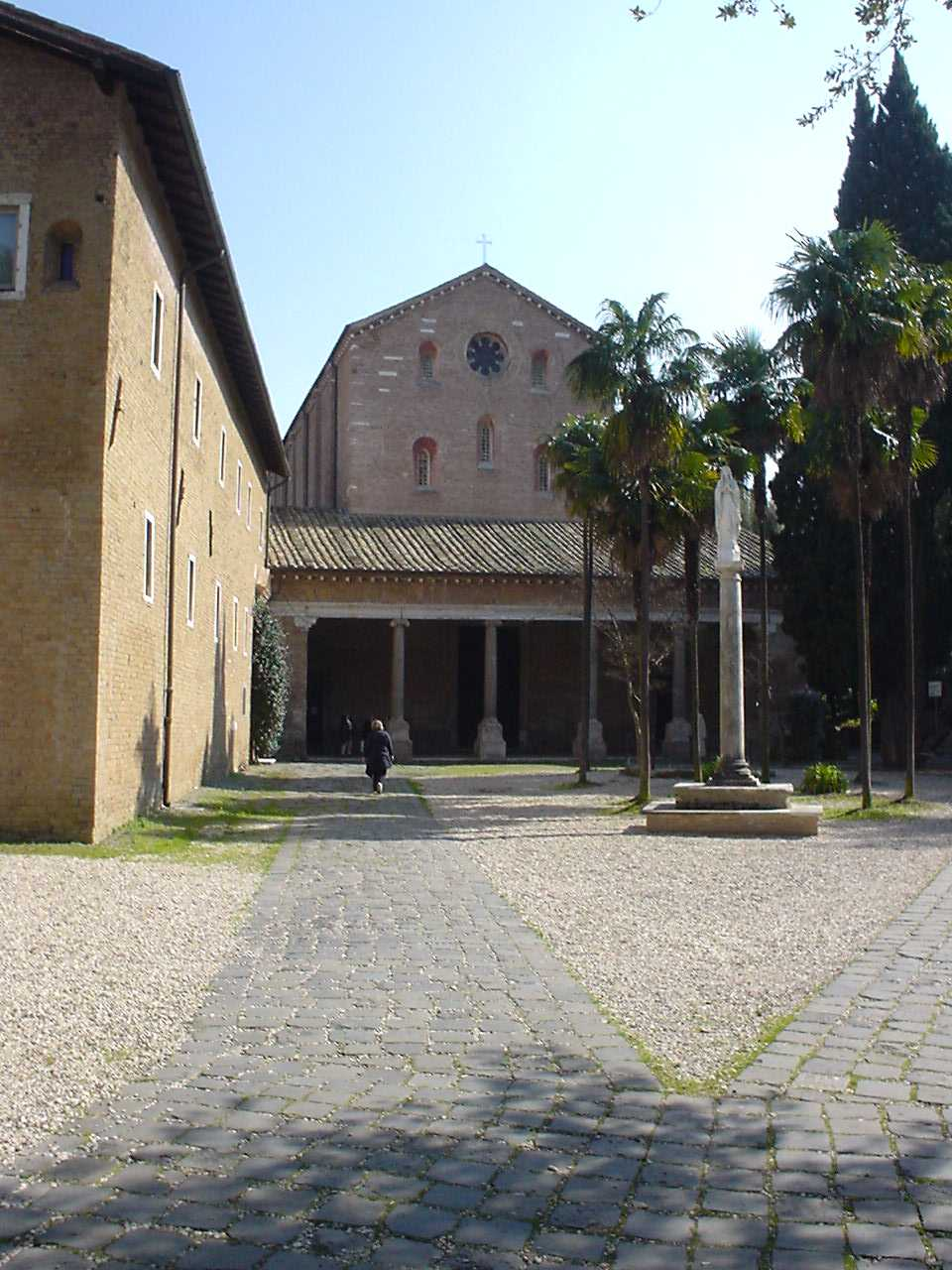
Fassade von SS. Vincenzo e Anastasio

Die Tradition der Anlage soll bis in das erste nachchristliche Jahrhundert zurückreichen: In Tre Fontane soll im Jahr 67 der Apostel Paulus enthauptet worden sein. Der Legende nach fiel sein Haupt dreimal auf den Boden und aus den drei Blutstropfen sollen wundersamerweise drei Brunnen entstanden sein, woher der Name Tre Fontane rührt. Im Lauf der Jahrhunderte entstanden hier drei Kirchen, nämlich SS. Vincenzo e Anastasio (von Papst Honorius I. 625 gegründet), S. Maria Scala Coeli (im 12. Jahrhundert gegründet) und S. Paolo aus dem 5. Jahrhundert. Im 7. Jahrhundert ließen sich griechische oder armenische Mönche in Tre Fontane nieder, später folgte u. a. eine Cluniazenser-Niederlassung. Die Mönche wurden aber wohl von der Malaria vertrieben. Papst Innozenz II. übergab das Kloster den Zisterziensern; dies soll gegen den Willen des hl. Bernhard von Clairvaux geschehen sein, der Rom für eine spelunca latronum gehalten habe. 1140 bezogen Mönche aus der Primarabtei Clairvaux unter dem Abt Bernardo Paganelli, der 1145 zum Papst Eugen III. gewählt wurde, das Kloster. In der Folgezeit gingen aus der Abtei mehrere Kardinäle hervor.
Wegen der Malaria waren die Mönche zunächst gezwungen, die Sommer auf der Burg Nemi zu verbringen. Von Tre Fontane gingen sechs Tochtergründungen aus: Kloster Casanova (Abruzzen), Kloster Arabona, Kloster Santa Maria de Caritate, Kloster Sant’Agostino di Montalto, Kloster Santa Maria di Palazzolo und Kloster Santa Maria di Ponza. Der Wiederaufbau der Abtei war erst 1221 vollendet. Zu Anfang des 15. Jahrhunderts fiel die Abtei in Kommende. In den Wirren der napoleonischen Zeit fand die Abtei im Jahr 1808, 1810 oder 1812 ihr Ende (die Angaben differieren). 1826 wurde sie mit Minoriten besetzt und seit 1868 befindet sich dort eine Trappistenniederlassung. Für die Wiedererrichtung des Klosters als Trappistenabtei war insbesondere der Mönch Franz Pfanner verantwortlich, der später in Südafrika die Mariannhiller Missionare und Missionsschwestern vom Kostbaren Blut gründete. Aufgrund des massiven Rückgangs der Berufungen und des geringen Personalstands wurde ein einem Teil der Abtei die Trappistinnenkommunität "S. Maria alle Acque Salvie" gegründet, in der fünf Nonnen aus Töchterklöstern der Abtei Vitorcchiano leben und Eucharistie und Stundengebet mit den Mönchen in der Abteikirche von Tre Fontane feiern.

## Anlage und Bauten

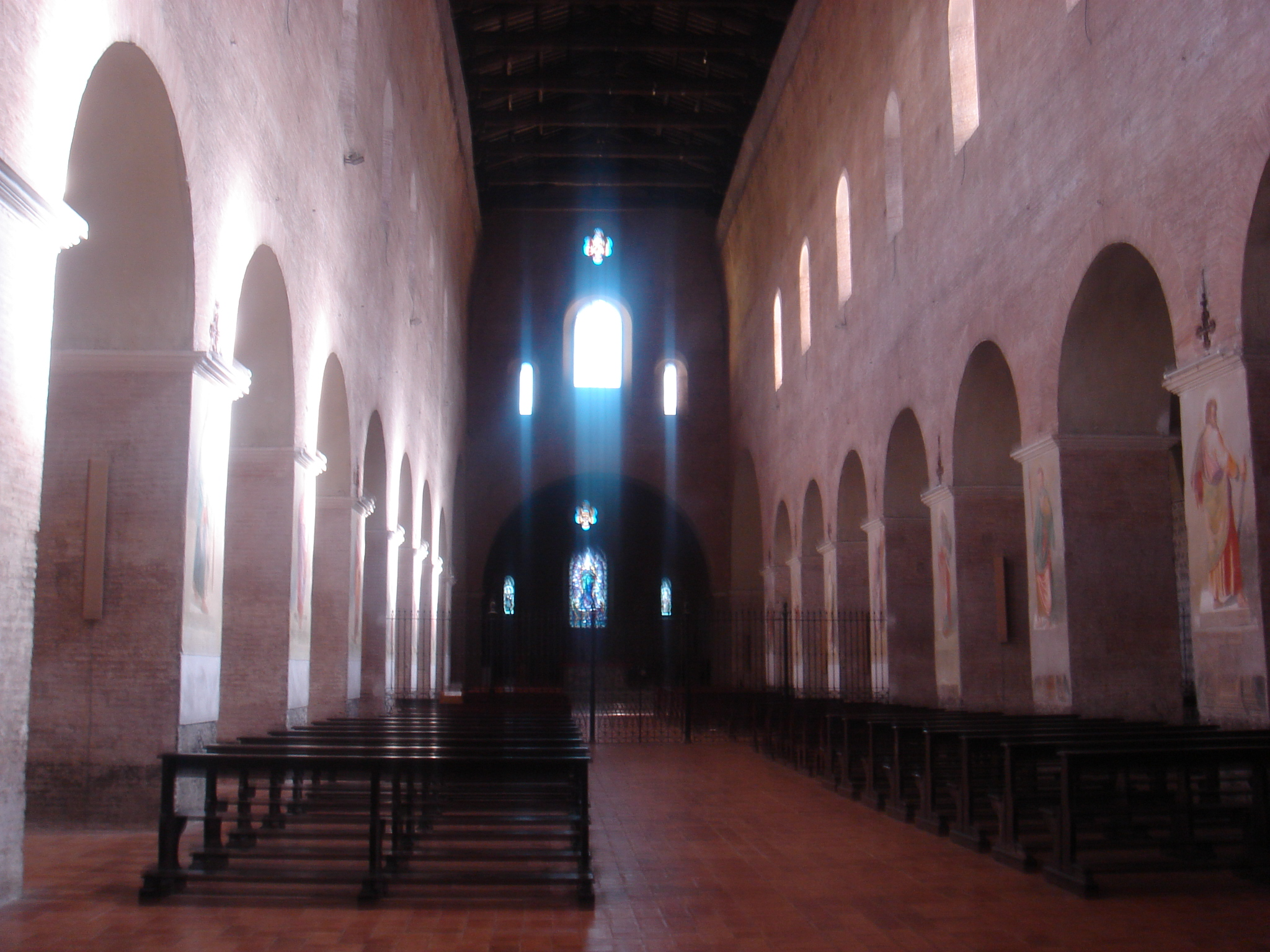
Innenansicht von SS. Vincenzo e Anastasio nach Westen

Die Anlage um SS. Vinzenzo e Anastasio zeigt das Bild einer normalen Zisterzienseranlage, jedoch gegenüber der typischen Anordnung (ebenso wie etwa in Kloster Maulbronn) seitenverkehrt, also mit der Klausur links (nördlich) von der Kirche. Diese ist eine dreischiffige Basilika mit offenem Dachstuhl, einem kurzen Querschiff mit jeweils zwei Seitenkapellen im Osten und einem rechteckigen Chor. Goethe besuchte bei seinem zweiten römischen Aufenthalt im Dezember 1787 die Anlage und beschreibt von der Kirche vor allem ausführlich Christus und seine Apostel die Reihe her an den Pfeilern des Schiffs, nach Zeichnungen Raffaels farbig in Lebensgröße gemalt. Auch die Klausur zeigt keine Besonderheiten (Kapitelsaal im Osten, Refektorium im Norden). Vor der Westfassade der Kirche liegt ein Portikus. Die beiden anderen Kirchen datieren vom Ende des 16./Anfang des 17. Jahrhunderts. Das Eingangsportal ist nach Karl dem Großen benannt.
Gegenüber der Abtei befindet sich die Grotte der drei Brunnen in Rom. Es heißt, dass hier der heilige Paulus enthauptet wurde und sein Kopf dreimal auf den Boden prallte.
Im Jahr 1947 wurde es zum Heiligtum der Jungfrau Maria, die Bruno Cornacchiola und seinen drei Kindern erschien. Bruno änderte sein Verhalten und trat wieder der katholischen Kirche bei, wo er den Rest seines Lebens als Katholik verbrachte.